# ミナス山
ミナス山（西語：Cerro Las Minas）とは、中米の国の1つホンジュラスの最高峰として知られる山である。一般に標高は2870mとされているが、異なったデータも存在する。

## 概要
ホンジュラスは国土の6割以上が山地という山がちな国で、そのような国にある山々の中で最も高い山がミナス山である。この山はそんな国の西部に位置していて、この山とその周辺地域は1987年にホンジュラス政府によって国立公園に指定されている。なお地元の縮尺5万分の1地形図でミナス山の標高は2849mになっているが、Shuttle Radar Topography Missionによればミナス山の標高は2870mであり、2870mの方がより正確な標高であることが示唆されている。